# Hökensås kontrakt
Hökensås kontrakt var ett kontrakt i Skara stift inom Svenska kyrkan. Kontraktet upplöstes 1 januari 2017 och de ingående församlingarna överfördes då till Falköpings och Hökensås kontrakt..
Kontraktskoden var 0306.

## Administrativ historik
Kontraktet bildades 1995 av
en del av Kåkinds kontrakt med
- Fröjereds församling
- Daretorps församling som 2010 uppgick i Hökensås församling
- Velinga församling som 2010 uppgick i Hökensås församling
- Brandstorps församling
- Acklinga församling som 2010 uppgick i Varvs församling
- Baltaks församling som 2010 uppgick i Tidaholms församling
- Tidaholms församling
- Härja församling som 2010 uppgick i Hökensås församling

en del av då upplösta Vartofta kontrakt
- Valstads församling
- Kymbo församling som 2002 uppgick i Valstads församling
- Vättaks församling som 2002 uppgick i Valstads församling
- Suntaks församling som 2002 uppgick i Valstads församling
- Varvs församling
- Kungslena församling som 2006 uppgick i Kungslena-Hömbs församling som 2010 uppgick i Varvs församling
- Hömbs församling som 2006 uppgick i Kungslena-Hömbs församling som 2010 uppgick i Varvs församling
- Dimbo-Ottravads församling som 2010 uppgick i Varvs församling
- Hångsdala församling som 2002 uppgick i Valstads församling
- Östra Gerums församling som 2002 uppgick i Valstads församling
- Sandhems församling som 2002 uppgick i Sandhem-Utvängstorps församling som 2010 uppgick i Mullsjö-Sandhems församling
- Utvängstorps församling som 2002 uppgick i Sandhem-Utvängstorps församling som 2010 uppgick i Mullsjö-Sandhems församling
- Nykyrka församling som 2002 uppgick i Mullsjö församling som 2010 uppgick i Mullsjö-Sandhems församling
- Bjurbäcks församling som 2002 uppgick i Mullsjö församling som 2010 uppgick i Mullsjö-Sandhems församling
- Habo församling
- Gustav Adolfs församling